# Шилпп, Пауль Артур
Пауль Артур Шилпп (англ. Paul Arthur Schilpp; 6 февраля 1897, Дилленбург — 5 сентября 1993, Сент-Луис) — американский педагог.
Родился в Германии, перед Первой мировой войной иммигрировал в США. Преподавал в Северо-западном университете, Тихоокеанском университете, в последние годы вёл философские курсы в Университете Южного Иллинойса в Карбондейле.
Серьёзный философ, ставивший во главу угла проблему морального выбора, часто парадоксальный мыслитель, он пришёл а Университет Южного Иллинойса после того, как был сочтён «слишком старым, чтобы преподавать в респектабельных университетах». Университет Южного Иллинойса согласился с его условием предоставить ему возможность вести философские курсы среди студентов, где он мог общаться с большим количеством людей, которых он сам называл «пластичными умами». Он был известен эмоциональной манерой преподавания и чрезвычайно энергичным доведением своих взглядов до аудитории.
В течение многих лет Шилпп был редактором серии книг «Библиотеки современных философов».
В этом качестве он смог убедить многих выдающихся личностей, таких как Альберт Эйнштейн, внести свой вклад в библиотеку.
Пауль Шилпп умер от лёгочной недостаточности в Сент-Луисе (штат Миссури) в возрасте 96 лет.

## Публикации
- Paul Arthur Schilpp, ed. (1974), The Philosophy of Karl Popper, vol. I, Illinois: The Open Court Publishing Co, ISBN 0-87548-141-8.